# Pohřební kaple rodu von Baillou
Pohřební kaple rodu von Baillou se nachází v Hustopečích nad Bečvou na Přerovsku. Neorenesanční kaple, která je kulturní památkou, byla postavena v letech 1885–1887 podle projektu českého stavitele Zachariáše Herrmanna.
Kaple sloužila jako rodinná hrobka rodu Baillou – jde o starý francouzský šlechtický rod, který přišel do rakouských zemí v roce 1748. Stav svobodných pánů jim byl potvrzen v roce 1766, český inkolát získali v roce 1782. Jan Ludvík Baillou (1731–1802) získal nejprve v roce 1799 panství Hustopeče, sňatkem pak také severočeský statek Kolešovice. Posledním majitelem Hustopečí byl baron Karel Heinrich z Baillou (1908–1945).
Kolem kaple se původně nacházel hřbitov. Dne 4. února 1966 bylo rozhodnuto o zakonzervování krypty s ostatky; okna byla zazděna a dveře uzamčeny. Koncem 70. let se hrobka přesto stala terčem zlodějů – rozbili rakve a prohledávali ostatky s cílem ukrást cennosti. Úřady proto nechaly ostatky přemístit do rakve a uložit na místním hřbitově do hrobky baronů von Baillou.
Pozemek i kaple patří městysu Hustopeče nad Bečvou, který v roce 2019 zahájil její opravu s využitím dotace Ministerstva kultury ČR.